# Шахта імені В. І. Леніна (Макіївка)
ДВАТ «Шахта ім. В. І. Леніна». Входить до ВАТ ДХК «Макіїввугілля».

## Історія
Шахта ім. В. І. Леніна вступила до експлуатації з березня 1955 року з проектною потужністю 750 тис.тон. Роботи ведуться на горизонті 704 м. Названа на честь російського політичного діяча Вододимира Ульянова (Леніна)
Видобуток вугілля здійснюється у 4-х вибоях: у двох лавах видобуток вугілля здійснюється за допомогою відбійних молотків, один обладнаний комплексом КД-80 і один струговою установкою. На шахті існують 2 підготовчих дільниці. На всіх дільницях для транспортування гірничої маси працюють стрічкові конвейєри загальною кількістю 11 шт. довжиною 3,6 км. По горизонтальним виробкам транспортування матеріалів і обладнання проводиться електровозами та вагонетками. Загальна довжина рейкових шляхів 8,8 км. Шахта віднесена до небезпечних за раптовими викидами газу метану, небезпечна по пилу та раптовим викидам вугілля та газу. Електроенергію шахті постачає Зуєвська ТЕС через лінії «Доненерго». Водозабезпечення шахти здійснюється від Ольховського водосховища та каналу Сіверський Донецьк — Донбасс.

## Загальні дані
Фактичний видобуток 2071/1001 т/добу (1990/1999).
У 2003 р. видобуто 187 тис. т вугілля.
Максимальна глибина 700—734 м (1990—2000).
Протяжність підземних виробок 98,1/79,5 км (1991/1999).
У 1999 р. розроблялися пласти k8, l1, l2, потужністю 1-1,3 м, кут падіння 3°.
Пласт l1 небезпечний щодо раптових викидів вугілля і газу, пласти k8, l1, l2 — за вибухом вугільного пилу.
Кількість очисних вибоїв 11 (1990—1999), підготовчих 26 (1990—1999).
Кількість працюючих: 3938/2180 осіб, в тому числі підземних 2943/1480 осіб (1990/1999).
Адреса: 86111, м.Макіївка, Донецької обл.